# Trigonisca meridionalis
Trigonisca meridionalis is een vliesvleugelig insect uit de familie bijen en hommels (Apidae). De wetenschappelijke naam van de soort is voor het eerst geldig gepubliceerd in 2007 door Albuquerque & Camargo.